# إرنا باريس
إرنا باريس هي مؤرخة كندية، ولدت في 1938.